# Fort Worth Cavalry
Die Fort Worth Cavalry waren ein Arena-Football-Team aus Fort Worth, Texas, das in der Arena Football League (AFL) spielte. Ihre Heimspiele trugen die Cavalry im Tarrant County Convention Center aus.

## Geschichte
Die Cavalry wurden 1993 von Peter Kern gegründet und liefen für eine Saison in der AFL auf, ehe sie sich nach nur einer Saison 1994 wieder auflöste.

### Saison 1994 (AFL)
Mit 5 Siegen und 7 Niederlagen beendeten die Cavalry ihre einzige Saison auf einem Playoff Platz. In der ersten Runde unterlag man aber den Orlando Predators mit 14:34.
Wie viele neuen Franchises hatten auch die Cavalry mit finanziellen Problemen zu kämpfen. Es wurden weder genügend Dauerkarten verkauft, noch genügend Einzeltickets an den Abendkassen. Am Ende erreichte man einen Schnitt von 4.918 Zuschauern pro Spiel, was im Ligavergleich den letzten Platz bedeutete.

## Zuschauerentwicklung
| Jahr | Zuschauerdurchschnitt |
| ---- | --------------------- |
| 1994 | 4.918                 |

Den besten Zuschauerwert erreichte man im Heimspiel gegen die Charlotte Rage am 4. Juli 1994, als man vor 9.631 mit 42:20 gewann.

## Stadion
Die Cavalry spielten ihre Heimspiele im Tarrant County Convention Center aus. Im Zuge seiner Wahlkampagne, trat 2016 US-Präsident Donald Trump in der Arena auf.